# Borno-Jugendbewegung
Die Borno-Jugendbewegung (BJM) war eine nigerianische politische Partei, welche am 26. Juni 1954 gegründet wurde.
Die Partei wurde von jungen Vertretern des Kanuri-Volkes und radikalen Kanuri-Erbens gegründet, welche den Verwaltungskurs der Eingeborenenbehörden im Bundesstaat Borno als unwürdig empfanden und die einheimischen Verwaltungsbehörden reformieren wollten.
Die neue Mitgliedschaft von Ibrahim Imam in der Partei führte zu einem Aufschwung im Schicksal der Partei in Borno. Ibrahim Imam hatte früher in seiner Position als Generalsekretär des Nördlichen Völkerkongresses resigniert und ist der NEPU beigetreten. Er vereinigte die Aktivitäten der NEPU in Borno mit denen der Jugendbewegung. Allerdings brach die Allianz im Jahre 1958, nachdem die BJM eine neue Allianz mit der Action group forcierte. 